# 牟田浩二
牟田 浩二（むた こうじ、1961年6月12日 - ）は、日本の俳優。佐賀県出身。俳協演劇研究所を経て、希楽星所属。配偶者は脚本家の牟田桂子。

## 出演

### テレビドラマ
- もみ消して冬 デパート店員
- コントレール〜罪と恋 医者
- 黒薔薇 人事担当者
- 泣かないと決めた日 救命担当医
- 宿命1969-2010 運転手
- 相棒シーズン8 #2広田哲夫
- 働くゴン! 社員A
- anego[アネゴ] 北村隆志
- anego〜アネゴspecial〜 北村隆志
- 働きマン サラリーマン
- LIAR GAME 偽の回収人
- 彗星物語 真由美の男
- バカラ 雑誌記者
- どんど晴れ プロデューサー
- 奥様は警視総監Ver.2
- 恋におちたら 立会人
- 鉄板少女アカネ!!
- 永遠の君へ 中年紳士
- ウルトラマンネクサス 警官
- ビギナー 銀行員
- 白い巨塔 おかかえ運転手
- 帰ってきたロッカーのハナコさん 会社員
- 新ニューヨーク恋物語 酔った客
- 世にも奇妙な物語
- ナースのお仕事4 医者
- ビッグマネー! 銀行員
- 整形美人。 デザイナー
- 恋するトップレディ 市会議員
- 出会いのストーリー 父
- 利家とまつ 祈祷師
- 徳川慶喜 池田築後守長発
- 太平記 公家
- 逆転の夏
- 神様のいたずら
- 催眠
- 禁断の果実
- 独身貴族 #3叔父
- おふくろ先生の診療日記6
- 法医学教室の事件ファイル37 鑑識
- 花咲舞が黙ってない2 #5合コン相手
- 俺の話は長い #8#10議員秘書
- ハケンの品格 専務
- 華麗なる一族 #12来賓
- 俺の可愛いはもうすぐ消費期限!? 丸谷康弘
- SUPER RICH 第4話（2021年11月4日、フジテレビ）久我部長
- 一橋桐子の犯罪日記 最終話（2022年11月5日、NHK総合） - 知子の夫 役
- いちばんすきな花

### 映画
- イタズラなKiss THE MOVIE〜プロポーズ編〜 役員
- 寄生獣 タクシー運転手
- つるしびな 阿部均
- 力道山 皇族 殿下
- おいしい結婚 招待客
- 地獄 自治会長
- 童貞物語4 バーガー店店長

### 短編映画
- テイク8 上田慎一郎監督　菅佐原徹
- ナポリタン 上田慎一郎監督 父親
- Last Wedding Dress 上田慎一郎監督
- 猫まんま 上田慎一郎監督
- ハートにコブラツイスト 上田慎一郎監督 マスター

### 舞台
- さぶ（前進座）
- 怒る富士（前進座）
- 幻に心もそぞろ狂おしの我ら将門　甲州坊（夜想会）
- 『大和魂VOL．1』「彼女のパパ」（2011年12月16日 - 12月18日、新中野ワニズホール
- 『大魂II〜rocket&all〜』 （2012年11月22日 - 11月25日、新中野ワニズホール）
- 『オッドタクシー 金鋼石は傷つかない』(2023年1月25日 - 1月31日、大手町三井ホール 他)（2023年11月8日 - 26日〈予定〉、シアター1010 他） - 丹波哲弘 役[2][3]

## 方言指導
- ALWAYS 三丁目の夕日'64
- 佐賀のがばいばあちゃん

## スタッフ参加
- カメラを止めるな!（2017年） アソシエイトプロデューサー